# Маунт Ейнджъл (град, Орегон)
Маунт Ейнджъл (на английски: Mt. Angel) е град в окръг Мариън, щата Орегон, САЩ. Маунт Ейнджъл е с население от 3121 жители (2000) и обща площ от 2,5 km². Намира се на 51,2 m надморска височина.